# Динамо (клуб по хоккею с мячом, Свердловск)
«Динамо» (Свердловск) — бывший клуб по хоккею с мячом, представлявший Свердловск и спортивное общество «Динамо».
Был учрежден при горсовете ДСО «Динамо» в конце 1926 года. В 1932—1947 ежегодно клуб становился чемпионом города. Команда составляла костяк сборной города в 1945 и 1946 годах. Клуб участвовал в розыгрыше Кубка СССР 1937—1941 и 1947 годах. Всего 20 побед, 1 техническая победа, 1 ничья и 6 поражений, мячи 154-48. В 1940, 1941 и 1947 годах клуб доходил до полуфинала. Стал победителем в первом розыгрыше кубка РСФСР в 1947 году.
После победы в кубке, большинство хоккеистов стало играть в хоккей с шайбой. В следующем сезоне они в составе команды приняли участие в Чемпионате СССР Чемпионате СССР по хоккею с шайбой. В том же сезоне «Динамо», впервые с 1932 года, не стало чемпионом города, уступив ДО. Клуб прекратил существование в начале 50-х годов.
Ведущие игроки: Е. Ульянов (играл в 1931—1947), В. Володин, А. Коротков, В. Кузнецов, Б. Машанов, П. Петров, Л. Степанов, Г. Фирсов. Для участия в Кубке РСФСР 1947 года, команда была усилена Н. Борцовым, А. Васильевым и И. Фроловым. Московский хоккеист Иван Скамейкин играл в составе команды в 1937 году. В «Динамо» начинали спортивную карьеру А. Щедрин и в будущем известный тренер по хоккею с шайбой Д. Рыжков. Воспитанниками юношеских команд «Динамо» были И. Балдин, Г. Логинов и Г. Тарасевич.
Существовала также женская команда, которая принимала участие в Кубке СССР в 1938 и 1939 годах (3 победы и 2 поражения, мячи 16-6). Лучшего результата добилась в 1938 году, когда вышла в 1/4 финала. В военные годы (1941—1943) в составе команды играла М. Горшкова.

## Достижения
- Кубок РСФСР: 1947